# Indice de masse corporelle
Pour les articles homonymes, voir IMC et BMI.

Graphique de l'indice de masse corporelle.

L’indice de masse corporelle ou IMC (en anglais, body mass index ou BMI) est une grandeur qui permet d'estimer la corpulence d’une personne. Inventé au milieu du XIXe siècle par Adolphe Quetelet, mathématicien belge et l'un des fondateurs de la statistique moderne, cet indice est aussi appelé l'indice de Quetelet.
Il se calcule en fonction de la taille et de la masse corporelle. Il a été conçu, au départ, pour les adultes de 18 à 65 ans, mais de nouveaux diagrammes de croissance ont vu le jour au cours des dernières décennies pour les enfants de 0 à 18 ans. Dans les deux cas, il constitue une indication et intervient dans le calcul de l'indice de masse grasse (IMG).

## Définition
Selon l'Organisation mondiale de la santé (OMS), {\displaystyle IMC=M/T^{2}}, avec M la masse corporelle (en kilogrammes) et T la stature (en mètres). L'IMC s'exprime en kg/m2. Ce n'est pas un indice (valeur sans unité) au sens mathématique du terme.
Exemple : une personne mesurant 1,74 m et pesant 65,5 kg a un IMC = 65,5 / 1,742 = 65,5 / 3,027 6 = 21,6 (21,6 kg/m2).

## Intérêt
L'Organisation mondiale de la santé (OMS) a défini en 1997 cet indice de masse corporelle comme la norme pour évaluer les risques liés au surpoids chez l’adulte. Elle a également défini des intervalles standards (maigreur, indice normal, surpoids, obésité) en se basant sur la relation constatée statistiquement entre l'IMC et le taux de mortalité.
Les compagnies américaines d'assurance maladie utilisent l'IMC comme indicateur du risque d'accident cardiovasculaire chez leurs assurés et font varier les primes sur la base de ce critère. Cependant, les accidents cardiovasculaires sont rares avant 65 ans. Il existe des moyens plus scientifiques pour déterminer les risques, mais les compagnies ne peuvent pas légalement les demander à leurs assurés : cholestérolémie, fréquence cardiaque avant et après effort, etc.
L'IMC est surtout utile pour mettre en évidence l'augmentation des facteurs de risques. Il n'a pas vocation à déterminer précisément la valeur de la masse grasse ou, encore moins, de la masse musculaire et osseuse.
Une méta-analyse de 97 études, couvrant un total de trois millions d'individus dans le monde et 270 000 décès, publiée en 2013, conclut que l'IMC est corrélé avec une hausse du taux de mortalité, toutes causes confondues, pour la très grande obésité (à partir d'un IMC de 35), avec une hausse des décès dus aux maladies cardiovasculaires, aux cancers, au diabète et aux accidents. Cependant, le rapport de risque de mortalité des individus en léger surpoids (IMC de 25 à 29,9) était significativement un peu moins élevé que celui des sujets de poids normal (IMC 18,5 à 24,9), et n’était pas différent entre ces derniers et les individus souffrant d'une obésité modérée (IMC entre 30 et 34,9). Seule l'obésité sévère ou morbide (grades 2 et 3 : IMC ≥ 35) était caractérisée par une surmortalité de 29 % par rapport aux sujets normaux. Par ailleurs, l'étude conclut que depuis les années 1970, l'indice de masse corporelle qui minimise la mortalité a augmenté.
Plusieurs hypothèses sont proposées par les auteurs pour expliquer ces résultats : les personnes en surpoids seraient mieux suivies par leurs médecins qui pourraient ainsi plus facilement prévenir et traiter leurs maladies, et les traitements contre les maladies liées au surpoids se seraient améliorés depuis les années 1970. De plus, les tissus adipeux fourniraient des réserves d'énergie aidant à lutter contre certaines maladies.
Cette étude a été critiquée par d'autres auteurs, qui observent que les travaux antérieurs parvenaient à des conclusions différentes et qui estiment que la méthode présente un risque de causalité inversée et un risque de confusion avec d'autres causes comme le tabagisme. Une étude publiée en 2016, reposant sur des trajectoires de masse plutôt que des observations instantanées, conclut que les personnes restées minces (IMC inférieur ou égal à 24) jusqu'à l'âge de 50 ans présentent des risques de maladie plus faibles que celles qui ont toujours été en surpoids ou celles qui ont pris de la masse (du poids en vulgarisant) au cours de leur vie.

## Interprétation
Selon la définition de l'OMS, les valeurs 18,5 et 25 délimitent la plage communément admise pour définir un IMC normal et donc un facteur de risque jugé acceptable.
| \| IMC (kg/m2) \| Interprétation \| \| ------------- \| -------------------------- \| \| moins de 16,5 \| dénutrition \| \| 16,5 à 18,5- \| maigreur \| \| 18,5 à 25- \| poids normal \| \| 25 à 30- \| surpoids \| \| 30 à 35- \| obésité modérée \| \| 35 à 40- \| obésité sévère \| \| 40 et plus \| obésité morbide ou massive \| |                            |
| IMC (kg/m2) | Interprétation             |
| moins de 16,5 | dénutrition                |
| 16,5 à 18,5- | maigreur                   |
| 18,5 à 25- | poids normal               |
| 25 à 30- | surpoids                   |
| 30 à 35- | obésité modérée            |
| 35 à 40- | obésité sévère             |
| 40 et plus | obésité morbide ou massive |

## Interprétation pour un sujet d'âge chronologique inférieur à 18 ans
L'interprétation varie selon le pays et les courbes de croissances établies. Un IMC est alors dit normal s'il se situe entre le 3e percentile et le 97e percentile, c'est-à-dire si c'est un IMC compris dans l'intervalle 18,5 à 25 kg/m2.[réf. nécessaire]

## Exemples
- Une personne pesant 95 kg et mesurant 1,81 m a un IMC de {\displaystyle {\frac {95\;\mathrm {kg} }{1{,}81\;\mathrm {m} \times 1{,}81\;\mathrm {m} }}\approx 29{,}0\;\mathrm {kg} /\mathrm {m} ^{2}} : elle est en surpoids.
- Une personne pesant 48 kg et mesurant 1,69 m a un IMC de {\displaystyle {\frac {48\;\mathrm {kg} }{1{,}69\;\mathrm {m} \times 1{,}69\;\mathrm {m} }}\approx 16{,}8\;\mathrm {kg} /\mathrm {m} ^{2}} : elle est maigre.
- Une personne pesant 61 kg et mesurant 1,57 m a un IMC de {\displaystyle {\frac {61\;\mathrm {kg} }{1{,}57\;\mathrm {m} \times 1{,}57\;\mathrm {m} }}\approx 24{,}7\;\mathrm {kg} /\mathrm {m} ^{2}} : elle présente une corpulence normale.
- Une personne pesant 140 kg et mesurant 2,04 m a un IMC de {\displaystyle {\frac {140\;\mathrm {kg} }{2{,}04\;\mathrm {m} \times 2{,}04\;\mathrm {m} }}\approx 33{,}6\;\mathrm {kg} /\mathrm {m} ^{2}} : elle est obèse.

Cet indice de risque ne prend néanmoins pas en compte la proportion de masse musculaire ni de masse osseuse, contrairement à l'absorption biphotonique à rayons X, aussi appelée « méthode DXA ». Il est inadapté sur certaines populations et en particulier les sportifs, qui se retrouvent alors très souvent mesurés en surpoids alors que leur forme physique est supérieure à la moyenne.
Il perd également de sa pertinence chez les personnes amputées ou de taille particulièrement grande ou petite.
À noter que la règle empirique qui consiste à considérer comme masse normale en kilogrammes les deux premières décimales de la taille en mètre donne d'assez bons résultats comparée à l'IMC :
| Taille (m) | Masse (kg) | IMC  |
| ---------- | ---------- | ---- |
| 1,50       | 50         | 22,2 |
| 1,60       | 60         | 23,4 |
| 1,70       | 70         | 24,2 |
| 1,80       | 80         | 24,7 |
| 1,90       | 90         | 24,9 |

## Données statistiques

### France
| IMC (kg/m2)   | 1997            | 2000            | 2003            | 2006            | 2009            | 2012            | 2020            |
| IMC (kg/m2)   | Proportions (%) | Proportions (%) | Proportions (%) | Proportions (%) | Proportions (%) | Proportions (%) | Proportions (%) |
| ------------- | --------------- | --------------- | --------------- | --------------- | --------------- | --------------- | --------------- |
| Moins de 18,5 | 4,2             | 3,8             | 3,9             | 3,9             | 3,6             | 3,5             | 4,5             |
| 18,5 à 24,9   | 57,5            | 55,5            | 52,7            | 52,4            | 50,0            | 49,2            | 48,2            |
| 25 à 29,9     | 29,8            | 30,6            | 31,5            | 30,6            | 31,9            | 32,3            | 30,3            |
| 30 à 39,9     | 8,2             | 9,7             | 11,2            | 12,3            | 13,4            | 13,8            | 15,0            |
| Plus de 40    | 0,3             | 0,4             | 0,7             | 0,8             | 1,1             | 1,2             | 2,0             |

## Utilisation pratique
Cet indice a été utilisé dans les années 1950-1960 par des compagnies d'assurance nord-américaines telles que la Metropolitan Life Insurance Company dont les statistiques permettaient d'évaluer le niveau à partir duquel on observe une augmentation importante de la morbidité ou de la mortalité et d'établir les seuils qui ont depuis été réévalués,.
En Espagne, depuis 2005, les femmes mannequins ayant un IMC inférieur à 18 kg/m2 ne sont plus autorisées à participer aux défilés.
En France, le 3 avril 2015, l'Assemblée nationale adopte dans le cadre du projet de loi de modernisation du système de santé, présenté par Marisol Touraine, un amendement interdisant l'activité de mannequin à toute personne dont l'IMC est inférieur à 18 kg/m2.

## Réserves
L'IMC est un indicateur et non une donnée absolue. Du fait de leur masse musculaire, certains sportifs et culturistes ont un indice de masse corporelle supérieur à 25 kg/m2 sans que cela pose de problème pour leur santé. De plus, l'IMC de bonne forme varie selon la morphologie de la personne considérée. Une personne peut être trapue sans être grasse, et une autre peut être longiligne mais avoir une masse graisseuse trop importante. De plus, l'IMC n'est pas valable pour les femmes enceintes, qui prennent entre 10 et 20 kg en moyenne. L'IMC a une bonne spécificité mais une mauvaise sensibilité pour détecter l'excès d'adiposité.
Les seuils recommandés par l'OMS sont pratiques à utiliser, mais ils devraient idéalement varier selon le sexe, l'âge et l'origine ethnique et ces derniers doivent être considérés avec prudence dans le cadre d'un diagnostic individuel.
L'interprétation de l'impact de l'IMC sur le risque de mortalité est donc à nuancer car il ne prend en compte ni le sexe, ni l'âge, ni la répartition des graisses dans le corps (les graisses localisées au niveau de l'abdomen sont celles qui ont le plus d'impact sur la santé et la forme physique de l'individu).
Le jugement de sa masse au moyen de l'indice de masse grasse doit donc se faire avec l'aide d'un médecin, et la consultation d’un médecin nutritionniste ou d'un diététicien diplômé est recommandée.
La hausse de l'IMC n'est pas associée de façon linéaire à la sévérité de l'obésité ou à l'augmentation du risque cardiovasculaire et le calcul de l'IMC est devenu avant tout un outil de dialogue avec le patient,.
À noter que cette formule n’est pas applicable pour les enfants, la femme enceinte ni pour les personnes âgées de plus de 65 ans.
Ainsi d’autres critères peuvent être pris en compte pour estimer si une personne est, ou non, en surpoids : c’est le cas du tour de taille par exemple. Il est alors possible de parler d’obésité abdominale lorsque le tour de taille d’un homme est supérieur à 100 cm et celui d’une femme à 88 cm (hors cas de grossesse). Cet excès de masse grasse localisé autour du ventre est à surveiller puisqu’il représente un risque accru de diabète et de maladies cardiovasculaires, indépendamment de l’IMC.
Par ailleurs, la notion d’obésité peut être rapprochée de celle du handicap. Dans ce cas la reconnaissance est encore différente. En effet, dans une décision de la Cour de justice de l'Union européenne (CJUE) du 18 décembre 2014, la Cour ne se base pas sur l’IMC pour considérer le salarié, dont il est question dans l’arrêt, handicapé du fait de son obésité, mais sur la difficulté qu’il a à participer effectivement à la vie de l’entreprise sur un pied d’égalité avec ses collègues. D’ailleurs, la CJUE n’a pas retenu le critère proposé par l’avocat général dans ses conclusions. Celui‐ci avait en effet estimé que seule l’obésité morbide, c’est‐à‐dire « celle qui présente un IMC supérieur à 40 pourrait créer des limitations équivalentes à un handicap au sens de la directive ».

## Outils alternatifs
La classification d'Edmonton, ou EOSS (Edmonton obesity staging system), développée par Arya Mitra Sharma (en) a l'avantage de montrer une corrélation satisfaisante avec le risque de mortalité lié à l'obésité.
L'indice de corpulence fondé sur la surface corporelle (« surface based body shape index » (SBSI)) prend en compte la taille et la masse, le périmètre abdominal et la distance entre les épaules, le dos et l'aine.
Si le but est de prédire le risque cardiaque chez la personne obèse, d'autres indicateurs, comme le périmètre abdominal et le rapport périmètres hanches/abdomen, sont meilleurs que l'IMC.

### Calculer IMC online
- imccalculatrice.com